# Międzynarodowy Festiwal Działań Teatralnych i Plastycznych Zdarzenia
Międzynarodowy Festiwal ZDARZENIA im. Józefa Szajny (do 2009 roku znany jako Międzynarodowy Festiwal Działań Teatralnych i Plastycznych Zdarzenia Tczew - Europa) – festiwal teatralny odbywający się co roku na początku września w Tczewie. Pierwsza edycja Festiwalu odbyła się w 2000 roku. Zdarzenia są jedną z najbardziej prestiżowych cyklicznych imprez kulturalnych o zasięgu międzynarodowym na Pomorzu. Festiwal składa się z konkursu kierowanego do młodych twórców, warsztatów artystycznych a także imprez towarzyszących w ramach których do tej pory można było zobaczyć występy m.in. Jerzego Stuhra, Jana Englerta, Jana Peszka, Marii Peszek oraz Formacji Chatelet.
Dwunasta edycja Festiwalu ZDARZENIA 2011 okazała się być ostatnią; festiwal został wówczas zlikwidowany.